# Pep Guardiola
Josep „Pep“ Guardiola Sala (* 18. ledna 1971, Santpedor) je bývalý španělský fotbalista a fotbalový trenér, který působí v anglickém klubu Manchester City FC.

## Osobní život
Pep Guardiola se narodil matce Dolors a otci Valentí. Má 2 starší sestry, Francescu a Olgu, a mladšího bratra Pera, agenta uruguayského útočníka Luise Suáreze. Guardiola má ženu Cristinu Serru, kterou poprvé potkal v obchodě s oblečením, když mu bylo 18. Pár má 3 děti: Màrius se narodil v roce 2001, Maria 28. prosince 2003 a Valentina 5. května 2008. Po přerušení trenérské kariéry v roce 2012 se Guardiola na rok přesunul do USA do Manhattanu v New Yorku, kde se rozhodoval o své budoucnosti. V květnu 2014 se Josep Guardiola se svou životní partnerkou Christinou oženil v kapli Matadepera u Barcelony.
V srpnu 2014 se začala ve Španělsku prodávat biografická kniha Herr Pep, kterou sepsal novinář Martin Perarnau během 200 dní po boku Pepa Guardioly.

## Trenérská kariéra
Působil v katalánském velkoklubu FC Barcelona, kde prožil i většinu své hráčské kariéry. Jako trenér zde vyhrál všechny možné trofeje. V roce 2012 se po neúspěchu ve španělské lize a Lize mistrů UEFA rozhodl z Barcelony odejít.
V červnu 2013 převzal německý bundesligový klub FC Bayern Mnichov, kde podepsal tříletou smlouvu. První porážku si připsal 27. července 2013 v utkání DFL-Supercupu, když jeho mužstvo podlehlo Borussii Dortmund na stadionu Signal Iduna Park 2:4. První trofej získal 30. srpna 2013, kdy Bayern porazil v Superpoháru UEFA londýnskou Chelsea FC 5:4 v penaltovém rozstřelu (po prodloužení byl stav 2:2). Vyhrál s týmem i MS klubů (finálová výhra 2:0 nad marockým týmem Raja Casablanca) a v březnu 2014 slavil zisk bundesligového titulu (v rekordně krátkém čase – 7 kol před koncem). V sezoně 2014/15 dokázal německý ligový titul obhájit, v Lize mistrů ale klub vypadl opět v semifinále s Barcelonou. Mnichovský tým opustil v červnu 2016, kdy ho nahradil Carlo Ancelotti. Od července 2016 působí jako hlavní trenér anglického Manchesteru City.
Na konci května roku 2021 podlehl Chelsea ve finále Ligy mistrů UEFA.

## Hráčské statistiky

### Klubové
| Klub        | Sezóna  | Liga               | Liga   | Liga | Pohár  | Pohár | Evropské poháry | Evropské poháry | Ostatní | Ostatní | Celkem | Celkem |
| Klub        | Sezóna  | Liga               | Zápasy | Góly | Zápasy | Góly  | Zápasy          | Góly            | Zápasy  | Góly    | Zápasy | Góly   |
| ----------- | ------- | ------------------ | ------ | ---- | ------ | ----- | --------------- | --------------- | ------- | ------- | ------ | ------ |
| Barcelona C | 1988/89 | Segunda División B | 8      | 1    | 0      | 0     | —               | —               | —       | —       | 8      | 1      |
| Barcelona B | 1989/90 | Segunda División B | 11     | 0    | 0      | 0     | —               | —               | —       | —       | 11     | 0      |
| Barcelona B | 1990/91 | Segunda División B | 33     | 3    | —      | —     | —               | —               | 6       | 0       | 39     | 3      |
| Barcelona B | 1991/92 | Segunda División   | 9      | 2    | —      | —     | —               | —               | —       | —       | 9      | 2      |
| Barcelona B | Celkem  | Celkem             | 53     | 5    | 0      | 0     | —               | —               | 6       | 0       | 59     | 5      |
| Barcelona   | 1990/91 | La Liga            | 4      | 0    | 0      | 0     | —               | —               | —       | —       | 4      | 0      |
| Barcelona   | 1991/92 | La Liga            | 26     | 0    | 0      | 0     | 11              | 0               | 2       | 0       | 39     | 0      |
| Barcelona   | 1992/93 | La Liga            | 28     | 0    | 3      | 1     | 4               | 0               | 4       | 0       | 39     | 1      |
| Barcelona   | 1993/94 | La Liga            | 34     | 0    | 3      | 0     | 9               | 0               | 2       | 0       | 48     | 0      |
| Barcelona   | 1994/95 | La Liga            | 24     | 2    | 2      | 0     | 6               | 0               | 2       | 0       | 34     | 2      |
| Barcelona   | 1995/96 | La Liga            | 32     | 1    | 7      | 0     | 8               | 1               | —       | —       | 47     | 2      |
| Barcelona   | 1996/97 | La Liga            | 38     | 0    | 6      | 0     | 7               | 1               | 2       | 0       | 53     | 1      |
| Barcelona   | 1997/98 | La Liga            | 6      | 0    | 1      | 0     | 5               | 0               | 2       | 0       | 14     | 0      |
| Barcelona   | 1998/99 | La Liga            | 22     | 1    | 3      | 0     | 1               | 0               | 0       | 0       | 26     | 1      |
| Barcelona   | 1999/00 | La Liga            | 25     | 0    | 2      | 0     | 12              | 1               | 2       | 0       | 41     | 1      |
| Barcelona   | 2000/01 | La Liga            | 24     | 2    | 6      | 1     | 7               | 0               | —       | —       | 37     | 3      |
| Barcelona   | Celkem  | Celkem             | 263    | 6    | 33     | 2     | 70              | 3               | 16      | 0       | 382    | 11     |
| Brescia     | 2001/02 | Serie A            | 11     | 2    | 0      | 0     | —               | —               | —       | —       | 11     | 2      |
| AS Řím      | 2002/03 | Serie A            | 4      | 0    | 0      | 0     | 1               | 0               | —       | —       | 5      | 0      |
| Brescia     | 2002/03 | Serie A            | 13     | 1    | 0      | 0     | —               | —               | —       | —       | 13     | 1      |
| Al-Ahli     | 2003/04 | Q-League           | 18     | 2    | ?      | 0     | —               | —               | —       | —       | 18+    | 2      |
| Al-Ahli     | 2004/05 | Q-League           | 18     | 3    | ?      | 1     | —               | —               | —       | —       | 18+    | 4      |
| Al-Ahli     | Celkem  | Celkem             | 36     | 5    | ?      | 1     | 0               | 0               | —       | —       | 36+    | 6      |
| Dorados     | 2005/06 | Liga MX            | 10     | 1    | ?      | ?     | —               | —               | —       | —       | 10+    | 1+     |
| Celkem      | Celkem  | Celkem             | 398    | 21   | 33+    | 3+    | 71              | 3               | 22      | 0       | 523+   | 27+    |

1. ↑  Zápasy v Copa del Rey, Coppa Italia a Qatar Cupu
2. ↑  Zápasy v postupovém play-off Segundy División B
3. ↑  Zápasy v Poháru mistrů evropských zemí
4. 1 2 3 4 5 6 7  Zápasy v Supercopa de España
5. 1 2 3 4 5 6 7  Zápasy v Lize mistrů UEFA
6. ↑  Zápasy v Interkontinentálním poháru
7. ↑  Zápasy v Superpoháru UEFA
8. 1 2  Zápasy v Poháru UEFA
9. ↑  Zápasy v Poháru vítězů pohárů

### Reprezentační
| Španělsko | Španělsko | Španělsko |
| Rok       | Zápasy    | Góly      |
| --------- | --------- | --------- |
| 1992      | 2         | 1         |
| 1993      | 5         | 0         |
| 1994      | 7         | 1         |
| 1995      | 0         | 0         |
| 1996      | 5         | 1         |
| 1997      | 4         | 1         |
| 1998      | 0         | 0         |
| 1999      | 9         | 0         |
| 2000      | 8         | 1         |
| 2001      | 7         | 0         |
| Celkem    | 47        | 5         |

#### Reprezentační góly
Skóre a výsledky Španělska jsou vždy zapisovány jako první.
| Gól | Datum             | Místo                                     | Zápas | Soupeř     | Skóre | Výsledek | Soutěž                                |
| --- | ----------------- | ----------------------------------------- | ----- | ---------- | ----- | -------- | ------------------------------------- |
| 1.  | 16. prosince 1992 | Ramón Sánchez Pizjuán, Sevilla, Španělsko | 2.    | Lotyšsko   | 2:0   | 5:0      | Kvalifikace na Mistrovství světa 1994 |
| 2.  | 27. června 1994   | Soldier Field, Chicago, USA               | 12.   | Bolívie    | 1:0   | 3:1      | Mistrovství světa 1994                |
| 3.  | 14. prosince 1996 | Mestalla, Valencie, Španělsko             | 18.   | Jugoslávie | 1:0   | 2:0      | Kvalifikace na Mistrovství světa 1998 |
| 4.  | 12. února 1997    | José Rico Pérez, Alicante, Španělsko      | 20.   | Malta      | 1:0   | 4:0      | Kvalifikace na Mistrovství světa 1998 |
| 5.  | 3. června 2000    | Ullevi, Göteborg, Švédsko                 | 35.   | Švédsko    | 1:0   | 1:1      | Přátelský zápas                       |

## Trenérské statistiky
K 1. květnu 2021
| Tým             | Od               | Do              | Statistiky | Statistiky | Statistiky | Statistiky | Statistiky | Ref.                       |
| Tým             | Od               | Do              | Z          | V          | R          | P          | Výhry %    | Ref.                       |
| --------------- | ---------------- | --------------- | ---------- | ---------- | ---------- | ---------- | ---------- | -------------------------- |
| Barcelona B     | 21. června 2007  | 30. června 2008 | 42         | 28         | 9          | 5          | 66,67      | [ 7 ] [ 8 ]                |
| Barcelona       | 1. července 2008 | 30. června 2012 | 247        | 179        | 47         | 21         | 72,47      | [ 9 ] [ 10 ] [ 11 ] [ 12 ] |
| Bayern Mnichov  | 26. června 2013  | 30. června 2016 | 161        | 121        | 21         | 19         | 75,16      |                            |
| Manchester City | 1. července 2016 | současnost      | 288        | 212        | 36         | 40         | 73,61      | [ 13 ] [ 14 ] [ 15 ]       |
| Celkem          | Celkem           | Celkem          | 738        | 540        | 113        | 85         | 73,17      |                            |

## Úspěchy

### Klubové
- FC Barcelona
  - 6× vítěz Primera División (1990/91, 1991/92, 1992/93, 1993/94, 1997/98, 1998/99)
  - 2× vítěz Copa del Rey (1996/97, 1997/98)
  - 4× vítěz Supercopa de España (1991, 1992, 1994, 1996)
  - 1× vítěz Ligy mistrů (1991/92)
  - 1× vítěz Poháru vítězů pohárů (1996/97)
  - 2× vítěz Superpoháru UEFA (1992, 1997)

### Reprezentační
- 1× zlato z LOH: 1992

### Trenérské
- FC Barcelona B
  - 1× vítěz Tercera División (2007/08)

- FC Barcelona
  - 3× vítěz Primera División (2008/09, 2009/10, 2010/11)
  - 2× vítěz Copa del Rey (2008/09, 2011/12)
  - 3× vítěz Supercopa de España (2009, 2010, 2011)
  - 2× vítěz Ligy mistrů (2008/09,2010/11)
  - 2× vítěz Superpoháru UEFA (2009, 2011)
  - 2× vítěz MS klubů (2009, 2011)

- Bayern Mnichov
  - 1× vítěz Superpoháru UEFA (2013)
  - 1× vítěz Mistrovství světa klubů (2013)
  - 3× vítěz německé Bundesligy (2013/14, 2014/15, 2015/16)
  - 2× vítěz DFB poháru (2013/14, 2015/16)

- Manchester City
  - 1× vítěz Ligy mistrů (2022/23)
  - 6× vítěz Premier League (2017/18, 2018/19, 2020/21, 2021/22, 2022/23, 2023/24)
  - 4× vítěz EFL Cupu (2017/18, 2018/19, 2019/20, 2020/21)
  - 2× vítěz Community Shieldu (2018, 2019)
  - 2× vítěz FA Cupu (2018/19, 2022/23)

### Individuální
- Hráčské
  - Cena Bravo (1992)
  - člen nejlepší jedenáctky EURO 2000
  - Nejlepší hráč fotbalového turnaje na Letních olympijských hrách 1992

- Trenérské
  - Nejlepší trenér roku 2009 a 2011 podle IFFHS
  - 4× nejlepší trenér španělské La Ligy (2009, 2010, 2011, 2012)
  - Nejlepší evropský trenér roku 2009, 2011, a 2012 podle francouzského magazínu Onze Mondial
  - 2× Miguel Muñoz Trophy pro nejlepšího trenéra v 1.a 2. španělské lize (2009, 2010)
  - Nejlepší trenér roku 2009 a 2011 podle World Soccer Magazine
  - Nejlepší trenér roku 2009 a 2011 podle UEFA
  - V roce 2011 získal ocenění FIFA World Coach of the Year
  - Trenér roku anglické Premier League (2017/18)
  - Trenér roku podle League Managers Association (2017/18)
- Katalánec roku 2009

Zdroj:[zdroj?]